# Глорія (жанр)
Глорія (лат. Gloria, або Gloria in excelsis Deo, Слава во вишніх Богу) — хвалебний християнський спів, що входить до складу меси церков латинського обряду.
Перший рядок гімну — «Слава во вишніх Богу і на землі мир, в людях благовоління!» взято з ангельської пісні, що пролунала під час поклоніння пастухів (Лк. 2:14).
У церквах східного обряду (православних і греко-католицьких) із гімном «Gloria in excelsis Deo» співвіднесено Велике славослів'я.

## Історія
Гімн виконували на християнських богослужіннях здавна. Імовірно, він має грецьке походження. Згідно з Liber Pontificalis першим його ввів до складу латинської літургії в 126 році папа Телесфор на різдвяному богослужінні, а папа Сіммах на початку VI століття зробив його обов'язковим елементом недільної меси. В апостольських постановах IV століття гімн названо «Ранковою молитвою», до того ж наведена форма гімну має незначні відмінності від сучасної. Текст «Глорія» також присутній в Александрійському кодексі V століття та низці інших документів тієї епохи.
До кінця XI століття встановлено традицію виконувати гімн також і на святкових богослужіннях. Спочатку «Слава во вишніх Богу» вимовлялася тільки єпископами, потім також і священниками, з XI століття у співі гімну став брати участь і прихід.

## Богослужбове використання
У месі «Глорія» виконується після «Kyrie» і передує колекті. «Глорія» звучить лише на недільних та святкових богослужіннях. Натомість у період Великого посту й Адвенту «Глорія» не виконується. У Великий четвер «Глорія» виконують у супроводі органу і дзвона, після чого музичні інструменти й дзвони не використовують до богослужіння навечір'я Пасхи, коли Глорія знову звучить під дзвін дзвонів. За рішенням Другого Ватиканського собору було впроваджено переклади Глорії різними мовами, що, однак, не виключає можливості виконання Глорії латиною.

## Текст
| Glória in excélsis Deo: et in terra pax homínibus bonae voluntátis. Laudámus te, benedícimus te, adorámus te, glorificámus te, grátias ágimus tibi propter magnam glóriam tuam, Dómine Deus, Rex cæléstis, Deus Pater omnípotens. Dómine Fili Unigénite, Iesu Christe, Dómine Deus, Agnus Dei, Fílius Patris, qui tollis peccáta mundi, miserére nobis; qui tollis peccáta mundi, súscipe deprecatiónem nostram. Qui sedes ad déxteram Patris, miserére nobis. Quóniam tu solus Sanctus, tu solus Dóminus, tu solus Altíssimus, Iesu Christe, cum Sancto Spíritu: in glória Dei Patris. Amen. | Слава во вишніх Богу: і на землі мир людям доброї волі. Прославляємо Тебе, благословляємо Тебе, поклоняємось Тобі, величаємо Тебе. Подяку Тобі складаємо, бо велика слава Твоя, Господи Боже, Царю Небесний. Боже, Отче Всемогутній, Господи, Сину Єдинородний, Ісусе Христе, Господи Боже, Агнче Божий, Сину Отця: що береш гріхи світу, помилуй нас; що береш гріхи світу, прийми благання наші; що сидиш праворуч Отця, помилуй нас. Бо лише Ти — Святий, лише Ти — Господь, лише Ти — Всевишній, Ісусе Христе, зі Святим Духом у славі Бога Отця. Амінь. |

## Глорія в музиці
Сучасні дослідники нарахували більше 200 мелодій, на які покладено текст Глорії місал вказує на різні мелодії Глорії в григоріанському хоралі.
Починаючи з епохи Відродження, до Глорії звертались багато композиторів, включаючи його у свої меси, зокрема Д. Палестрина, Орландо Лассо, Й.-С. Бах, Й. Гайдн, В.-А. Моцарт, Л. ван Бетховен. Як самостійні твори найбільш відомі «Глорія» Вівальді RV 589 та «Глорія» Пуленка.